# 브리트니 펠런
브리트니 펠런(영어: Brittany Phelan, 1991년 9월 24일~)은 캐나다의 알파인 스키 선수, 프리스타일 스키 선수로 주 종목은 스키크로스이다. 올림픽에 3회 참가했으며 2018년 동계 올림픽에서 여자 스키크로스 부문 은메달을 획득했다.